# Lucifer

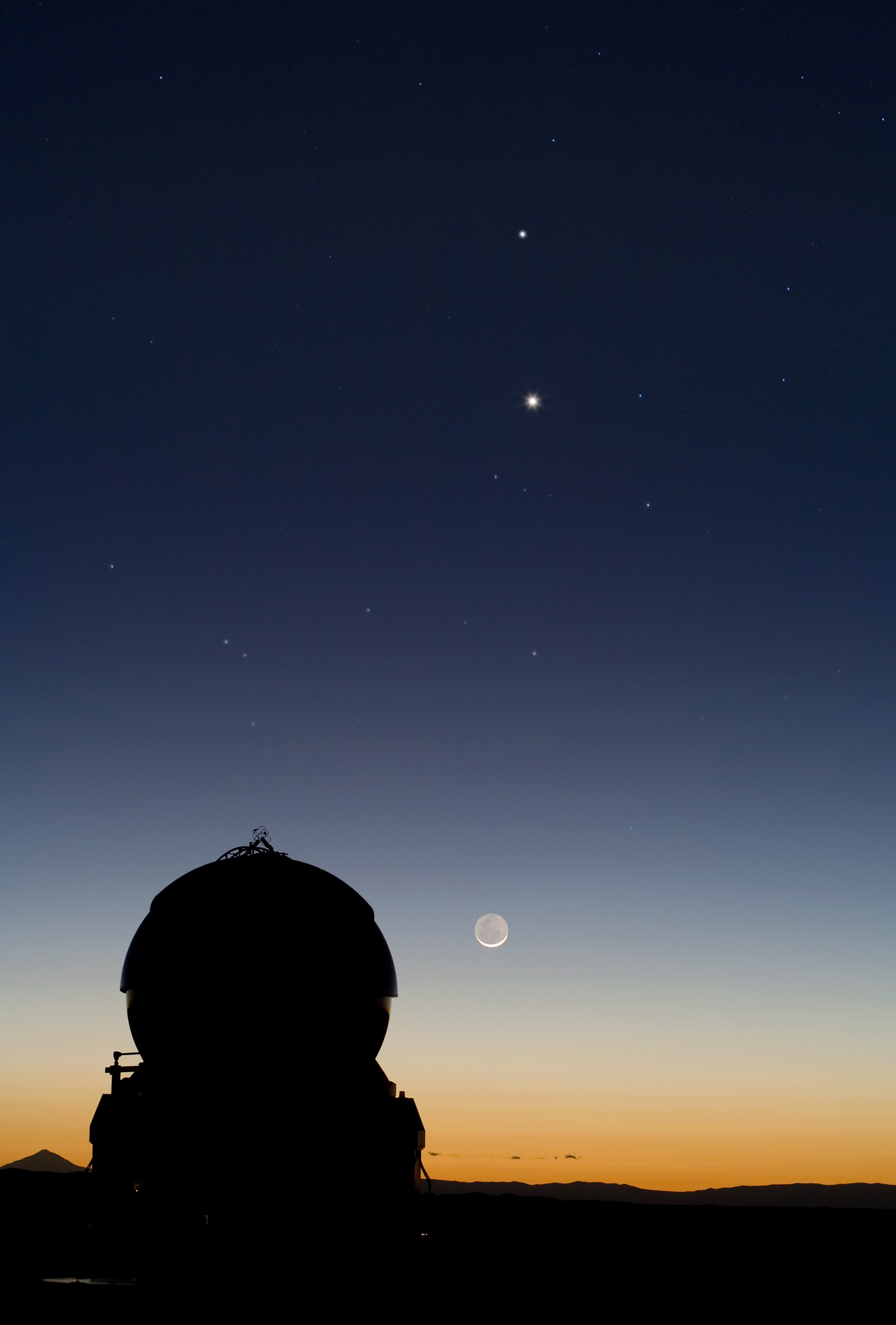
Mercurio arriba, Venus (lucifer) y abajo la Luna.

Símbolo de Lucifer en el Luciferismo.

Lucifer o Lucífero (del latín: lux ‘luz’ y ferre ‘llevar’; propiamente ‘portador de luz’) es una forma poética de llamar al lucero, haciendo referencia al brillo del planeta Venus al amanecer, además de dar nombre a varias figuras del folclore.
Surgió en la antigüedad debido a la ausencia de mecanismos para distinguir a simple vista al planeta Venus de las estrellas, ya que está entre las más luminosas del cielo, pero a diferencia de las estrellas deambula sin rumbo fijo sin nunca alcanzar la cúspide. Las tradiciones daban respuesta a los interrogantes; Venus era un cuerpo celeste compitiendo entre estrellas, o bien, una estrella expulsada.
Este concepto se mantuvo en la astrología de la antigua Roma en la noción de la stella matutina (‘lucero del alba’) contrapuesto a la stella vespertina (‘lucero de la tarde’) o véspero.
En la tradición cristiana, Lucifer representa al ángel caído, ejemplo de belleza e inteligencia a quien la soberbia le hizo perder su posición en el cielo, transformándose en Satanás (Isaías, cap. 14). Esto se debe a la traducción de הילל בן-שחר (Helel ben sahar; «el resplandeciente, hijo de la mañana») en Isaías 14:12. Para la versión de la Septuaginta fue «Eōsphoros, hijo de la mañana», de manera similar, en la Vulgata fue «Lucifer, hijo de la mañana»; en otros idiomas se usó Lucifer para Helel, sin embargo, traducciones posteriores abandonaron Lucifer y se empezó a usar Lucero, por ejemplo, la Biblia de Jerusalén traduce «Lucero, hijo de la Aurora», mientras la Reina-Valera traduce «Oh lucero, hijo de la mañana».

## Grecia y Roma

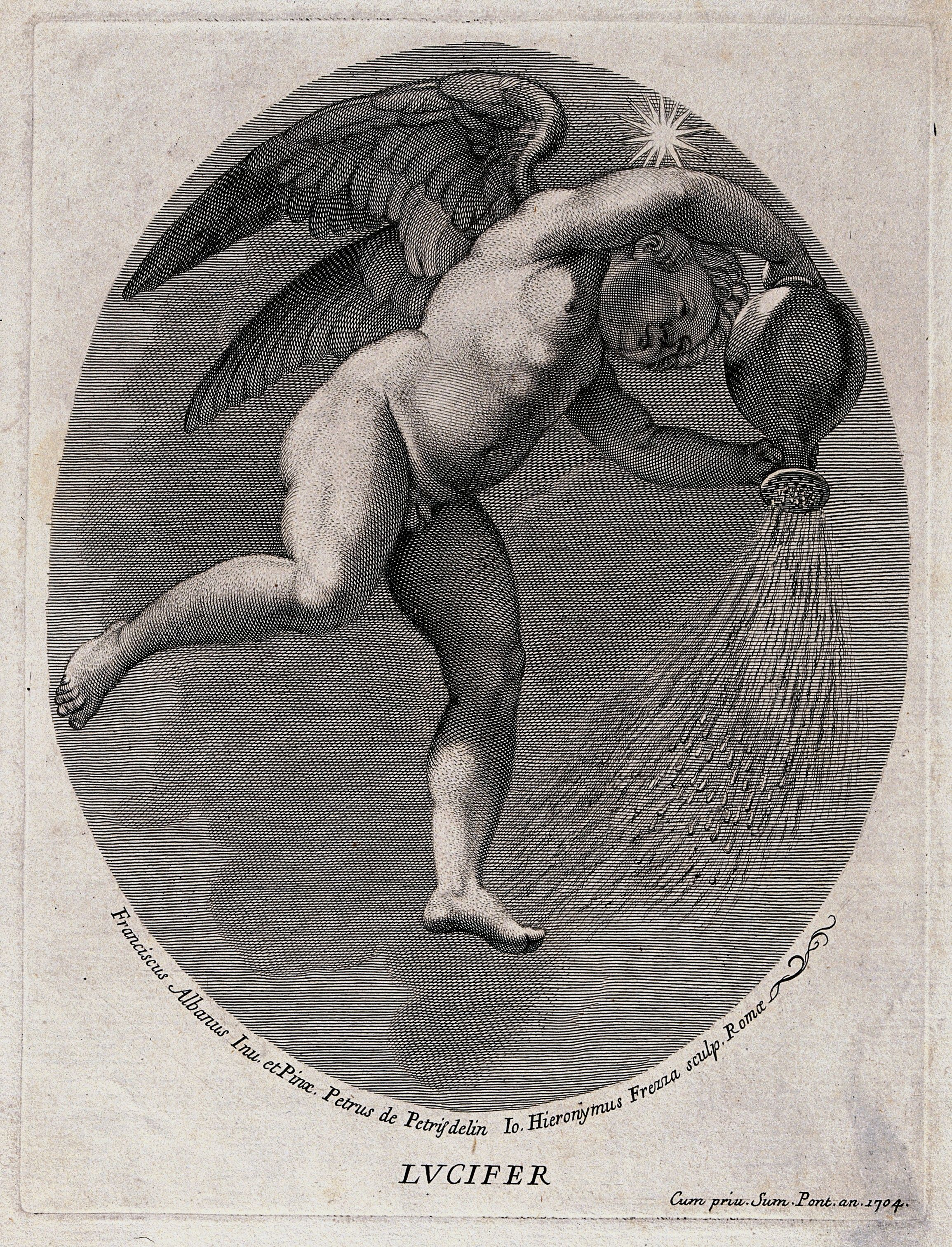
Lucifer o Fósforo, que vierte luz de un frasco. Grabado de G. H. Frezza, 1704

En la mitología romana, el nombre Lucifer se utiliza como un equivalente al dios griego Fósforo, Eósforo (Έωσφόρος, lucero del amanecer), hermano de Héspero (Ἓσπερος, lucero del atardecer).
Lucifer se personificaba como una figura masculina que portaba una antorcha y se decía que era hijo de Aurora y Céfalo ( Κέφαλος), padre de Ceix. A menudo se presentaba en la poesía como el presagio del amanecer.
El mitógrafo romano del siglo II Higino escribió sobre la estrella:

"La cuarta estrella es la de Venus, Lucifer por su nombre. Algunos dicen que es de Juno. En muchos cuentos se registra que también se llama Héspero. Parece ser la más grande de todas las estrellas. Algunos han dicho que representa al hijo de Aurora y Céfalo, que superó a muchos en belleza, de modo que incluso compitió con Venus, y, como dice Eratóstenes, por eso se le llama la estrella de Venus. Es visible tanto al amanecer como al atardecer, y tan propiamente ha sido llamado Lucífero y Héspero. "

En el período romano clásico, Lucifer no se consideraba típicamente una deidad y tenía pocos mitos, si es que tenía alguno, aunque el planeta estaba asociado con varias deidades y a menudo personificado poéticamente.
El mito griego de Faetón, una personificación del planeta Júpiter, sigue un patrón similar.

## En el Levante
La diosa sumeria Inanna (Ishtar Babilonia) está asociada con el planeta Venus, y las acciones de Inanna en varios de sus mitos, incluidos Inanna y Shukaletuda y el Descenso de Inanna al inframundo, parecen ser paralelos al movimiento de Venus a medida que avanza a través de su ciclo sinódico.
Un tema similar está presente en el mito babilónico de Etana. La Enciclopedia Judía comenta:

El brillo de la estrella de la mañana, que eclipsa a todas las demás estrellas, pero que no se ve durante la noche, puede haber dado lugar fácilmente a un mito como el que se contó de Ethana y Zu: su orgullo lo llevó a luchar por el asiento más alto. entre los dioses estelares en la montaña norteña de los dioses... pero fue derribado por el gobernante supremo del Olimpo babilónico ".

El motivo de la caída del cielo también tiene un paralelo en la mitología cananea. En la antigua religión cananea, la estrella de la mañana está personificada como el dios Attar, quien intentó ocupar el trono de Baal y, al descubrir que no podía hacerlo, descendió y gobernó el inframundo.
El mito original pudo haber sido sobre el dios menor Helel tratando de destronar a Ēl, dios supremo cananeo, quien vivía en lo alto de una montaña. Según Hermann Gunkel, erudito alemán del Antiguo Testamento, el mito relata así: Un poderoso guerrero llamado Hêlal tenía la ambición de llegar a lo más alto del cielo, sobre las demás divinidades, pero primero tenía que empezar desde las profundidades; así retrató como una batalla el proceso por el cual la brillante estrella de la mañana no alcanza el punto más alto antes de ser desvanecida por el sol naciente.
Según William B. Eerdmans, escritor de libros cristianos y teológicos, considera que no se ha encontrado evidencia de ningún mito o imagen cananea de un dios arrojado por la fuerza del cielo, y el Libro de Isaías refleja ideas tradicionales del pueblo judío posteriores que hacen eco del relato bíblico de Adán y Eva expulsados del paraíso y la imagen de los salmos.

Elohim está en la reunión de los dioses; en medio de los dioses, juzga.......Ustedes son dioses y son hijos del Altísimo, sin embargo, como hombres morirán, y como cualquier príncipe o tirano caerán.
Salmo 82

## Sahar
En el panteón de la religión cananea, mencionado en las inscripciones encontradas en Ugarit (Ras Shamra) en Siria. William Foxwell Albright identificó a Salim como el dios del crepúsculo, y a Sahar como el dios del amanecer. Sahar y Salim son los hijos gemelos de Ēl y funcionan como marcadores del amanecer "Sahar" (subida del sol) y el atardecer "Salim" (caída del sol), estos personifican la estructura temporal del día.
La palabra Helel (הילל hêylêl) lleva el artículo determinado (El/La) que en hebreo es Ha (ה), la tercera persona (El/Ella, Aquel) en hebreo es Y (י), mientras que  Lel (לל) viene de la raíz brillar/resplandecer, por lo que Helel significa 'El Resplandeciente'. El papel de Venus como estrella de la mañana fue asumido por ʿAṯtar, en este caso denominado "hijo de Saḥar". La referencia a Saḥar sigue siendo enigmática para los estudiosos, que tienen una amplia gama de teorías sobre el marco mitológico y las fuentes del pasaje de Isaías.
Isaías 14:12 menciona Helel ben Sahar "Helel «El Resplandeciente» hijo de Sahar «la mañana». Al traducir el Tanaj (Antiguo Testamento) en la Septuaginta los escribas helenizaron el nombre (del mito cananeo al griego) cuyo equivalente es Fósforo que a su vez el equivalente romano es Lucifer. Puede considerarse una "remitologización" cristiana de Isaías 14, ya que el versículo originalmente utilizó la religión cananea para construir su imagen de la arrogancia de un gobernante histórico, "el rey de Babilonia". Así Helel es hijo de Sahar para los cananeos, Eosforos hijo de Eos para lo griegos y Lucifer hijo de Aurora para los romanos.
Si se lee el capítulo completo, se interpreta que el pasaje bíblico va dirigido al Rey de Babilonia que en su arrogancia quiere llegar a lo más alto, pero al igual que Helel va a ser sorprendido y caído. 
```
14:3 Y en el día que Yahveh te dé reposo de tu trabajo y de tu temor, y de la dura servidumbre en que te hicieron servir, "pronunciarás este proverbio contra el rey de Babilonia", y dirás: ¡Cómo paró el opresor, cómo acabó la ciudad codiciosa de oro!  Quebrantó Yahveh el báculo de los impíos, el cetro de los señores; el que hería a los pueblos con furor, con llaga permanente, el que se enseñoreaba de las naciones con ira, y las perseguía con crueldad. Toda la tierra está en reposo y en paz; se cantaron alabanzas.....
```

```
14:12 Caíste del cielo como "Helel, el hijo de Sahar" Cortado fuiste por tierra, tú que debilitabas a las naciones. Tú que decías en tu corazón: Subiré al cielo; en lo alto, junto a las estrellas de 
Ēl
 «Dios», levantaré mi trono, y en el Monte de la Asamblea me sentaré, a los lados del norte;  sobre las alturas de las nubes subiré, y seré semejante a Ēlyon «Altísimo». Mas tú derribado serás hasta el inframundo, a los lados del abismo. Se inclinarán hacia ti los que te vean, te contemplarán, diciendo: ¿Es este aquel varón que hacía temblar la tierra, que trastornaba los reinos;  que puso el mundo como un desierto, que asoló sus ciudades, que a sus presos nunca abrió la cárcel? Todos los reyes de las naciones, todos ellos yacen con honra cada uno en su morada; pero tú echado eres de tu sepulcro como vástago abominable.
```

## Uso del término en la Biblia

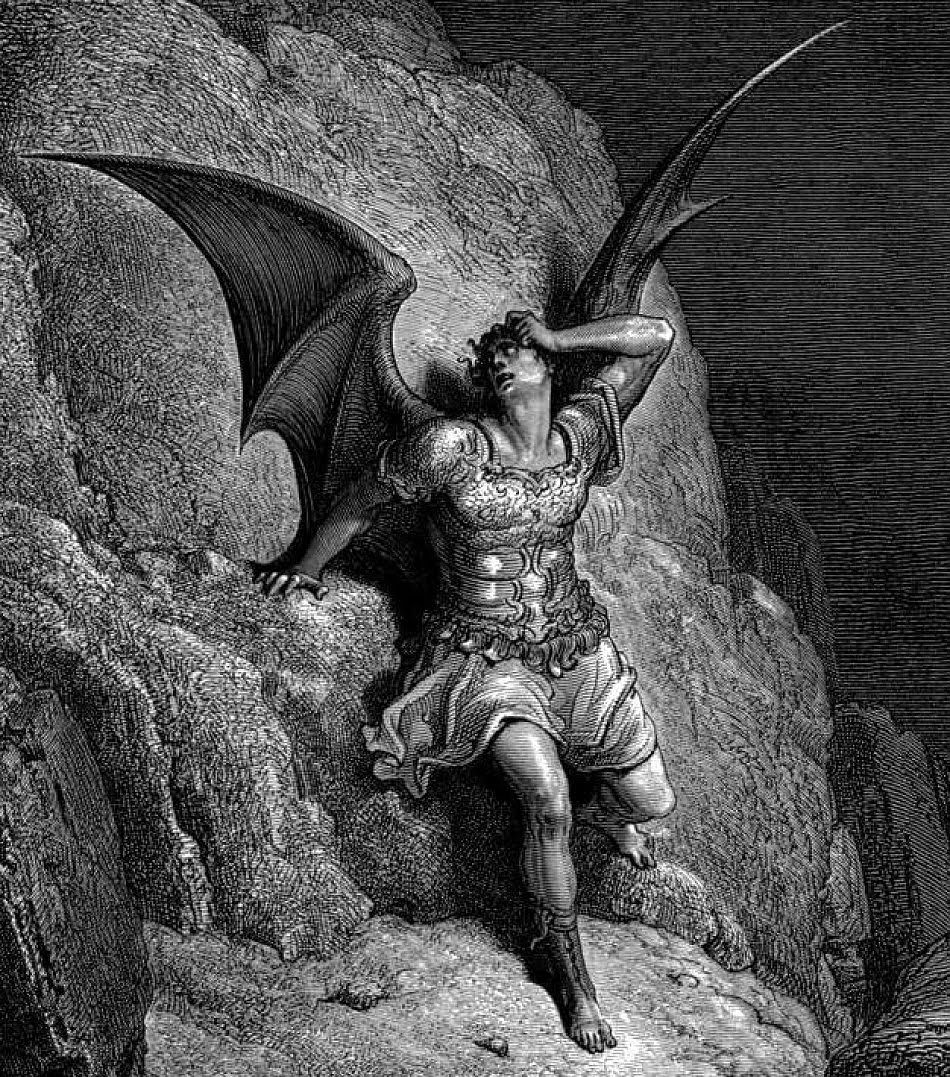
Ilustración del Paraíso Perdido realizada por Gustave Doré, Satán en el arte

La palabra latina lucifer, correspondiente al griego φωσφόρος, se usó como un nombre para la estrella de la mañana y, por lo tanto, apareció en la traducción de la Vulgata de la palabra hebrea הֵילֵל (helel), que significa Venus, como "el que es brillante o luminoso", en Isaías 14 (Isaías 14:12), donde la versión griega de la Septuaginta usa, no φωσφόρος, sino ἑωσἑωόρος. Como una traducción de la misma palabra hebrea, la Biblia del rey Jacobo dio "Lucifer", un nombre que a menudo se malinterpreta como una referencia a Satanás. Las traducciones modernas del mismo pasaje traducen la palabra hebrea como "lucero del alba", "lucero del día", o "lucero". En Apocalipsis 22 (Apocalipsis 22:16), a Jesús se le conoce como la estrella de la mañana, pero no como lucifer en latín, ni como φωσφόρος en el texto griego original, que en cambio tiene ὁ ἀστὴρ ὁ λαμπρὸς ὁ πρωϊνός (ho astēr ho lampros ho prōinos), literalmente: la estrella, la brillante, el amanecer. En el texto latino Vulgata de 2.ª de Pedro 1 (2.ª de Pedro 1:19), la palabra "lucifer" se usa para la estrella de la mañana en la frase "hasta que amanezca y la estrella de la mañana se levante en sus corazones", siendo la palabra griega correspondiente φωσφόρος.

## En el cristianismo

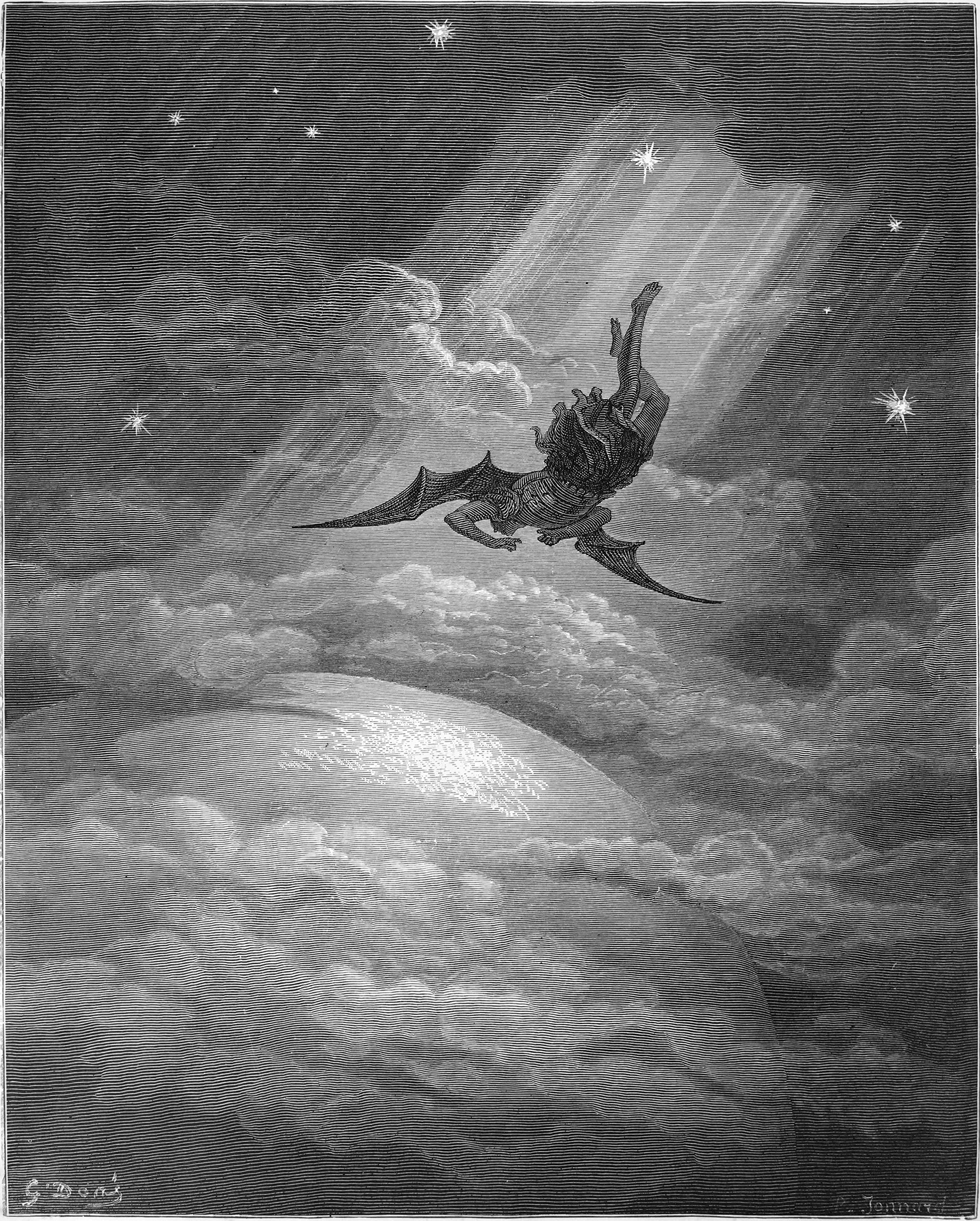
La caída de Lucifer, ilustración de Gustave Doré para El paraíso perdido de John Milton.

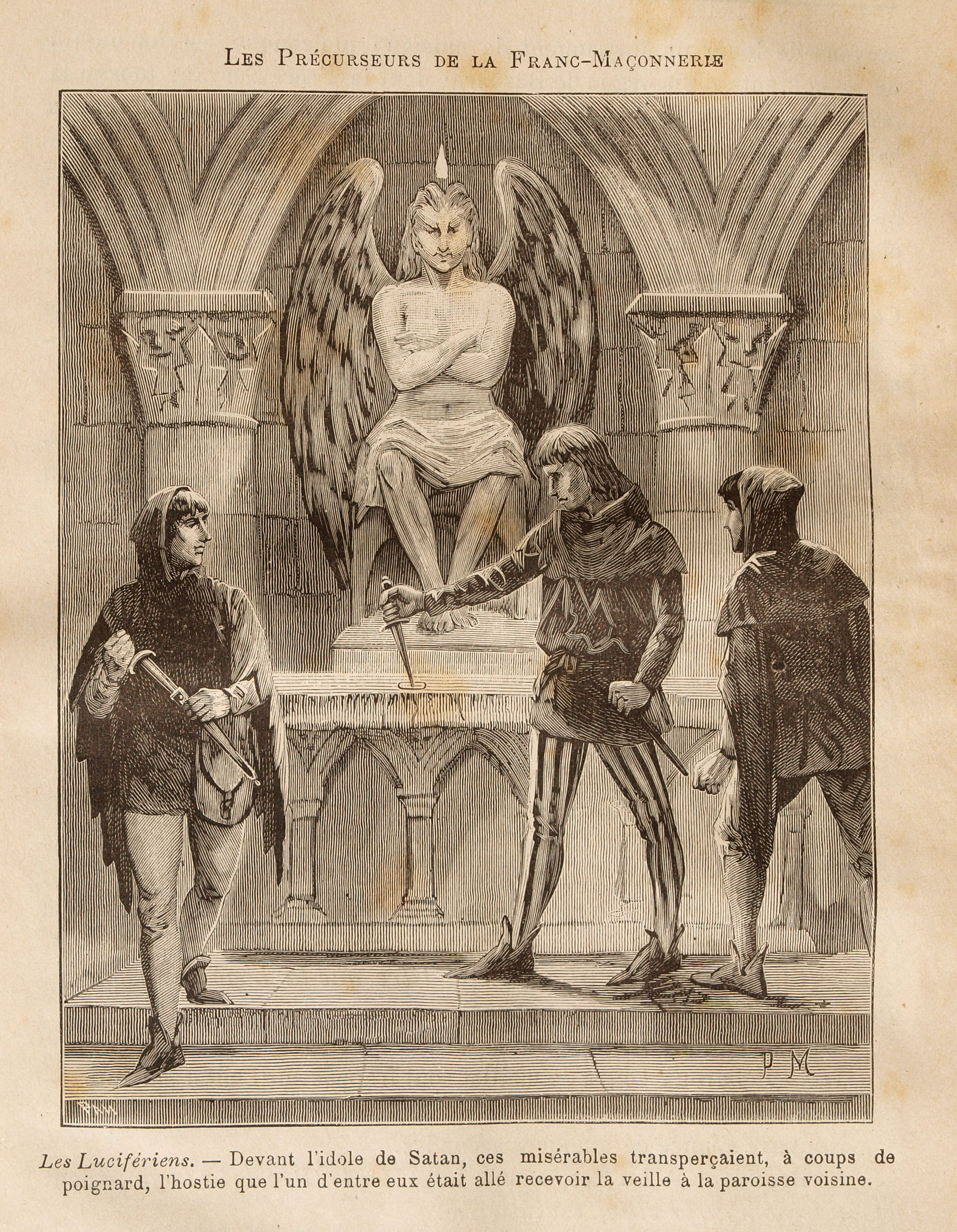
Los luciferinos, por Pierre Méjanel (1886)

La primera vez que se cita el nombre de Lucifer es en un texto del profeta Isaías (Is 14.12-14) de la Vulgata de San Jerónimo (siglo V), traducción que él hace de la Biblia, del griego (Nuevo Testamento) y hebreo (Antiguo Testamento) al latín, para designar a la palabra Lucero. En este texto se vislumbra el antiguo relato del ángel caído:
Español: "¡Cómo has caído del cielo, Lucero, hijo de la Aurora!
¡Has sido abatido a la tierra dominador de naciones!
Tú decías en tu corazón: "escalaré los cielos; elevaré mi trono por encima de las estrellas de Dios; me sentaré en el monte de la divina asamblea, en el confín del septentrión escalaré las cimas de las nubes, seré semejante al Altísimo"
Latín: "Quomodo cecidisti de caelo, lucifer, fili aurorae?!
Deiectus es in terram, qui deiciebas gentes!,
qui dicebas in corde tuo:
'In caelum conscendam,
super astra Dei exaltabo solium meum,
sedebo in monte conventus
in lateribus aquilonis;
ascendam super altitudinem nubium,
similis ero Altissimo'".
No obstante, además del sentido grecolatino del término, Lucifer ya era identificado por la tradición veterotestamentaria con una estrella caída, ya que en el lenguaje bíblico las estrellas representan a los ángeles.
Otro texto del profeta Ezequiel también podría ser ilustrativo:

"Hijo de hombre, entona una elegía sobre el rey de Tiro. Le dirás: Así dice el Señor YHVH: Eras el sello de una obra maestra, lleno de sabiduría, acabado en belleza. En Edén estabas, en el jardín de Dios. Toda suerte de piedras preciosas formaban tu manto: rubí, topacio, diamante, crisólito, piedra de ónice, jaspe, zafiro, malaquita, esmeralda; en oro estaban labrados los aretes y pinjantes que llevabas, aderezados desde el día de tu creación. Querubín protector de alas desplegadas te había hecho yo, estabas en el monte santo de Dios, caminabas entre piedras de fuego. Fuiste perfecto en tu conducta desde el día de tu creación, hasta el día en que se halló en ti iniquidad. Por la amplitud de tu comercio se ha llenado tu interior de violencia, y has pecado. Y yo te he degradado del monte de Dios, y te he eliminado, querubín protector, de en medio de las piedras de fuego. Tu corazón se ha pagado de tu belleza, has corrompido tu sabiduría por causa de tu esplendor. Yo te he precipitado en tierra, te he expuesto como espectáculo a los reyes. Por la multitud de tus culpas por la inmoralidad de tu comercio, has profanado tus santuarios. Y yo he sacado de ti mismo el fuego que te ha devorado  ; te he reducido a ceniza sobre la tierra, a los ojos de todos los que te miraban. Todos los pueblos que te conocían están pasmados por ti. Eres un objeto de espanto, y has desaparecido para siempre. "
Ez. 28.12-19

Puede apreciarse que en un mismo mensaje tiene doble destinatario: va dirigido a Satanás pero también a un engreído rey humano. Aunque el mensaje va para el rey de Tiro, se dice que era ‘querubín protector’, que estaba en el Edén, pero luego fue “precipitado a tierra”...
La soberbia fue lo que caracterizó todo el proceso de rebeldía. Satanás y los suyos pretendían asemejarse a Dios. Precisamente la soberbia es considerada como el más grave pecado (Proverbios 6:16-17 "los ojos altivos" encabeza la lista). De ella se derivaron todas las clases de perdición (Tobías 4:14). “Ciertamente la soberbia creará contienda…” (Proverbios 13:10; Habacuc 2:5).
Puede resumirse que Lucifer era un ángel muy hermoso que '''por soberbia''' de tratar de enorgullecer a su padre y probar que puede dar más de él decidió elevar su trono junto al de Dios, queriendo ser como Él, y fue denigrado como castigo, junto con el ejército de ángeles rebeldes que arrastró consigo, siendo desde ese momento reconocido como un Ángel caído. Desde su rebelión es denominado "adversario" (en hebreo Satán -Satanás-).
- Dicha caída es lo que se relata en el Génesis, cuando Satanás es simbolizado como "la serpiente".
- Durante los tiempos antiguos -Antiguo Testamento- Satanás estaba en el ámbito terrestre (había perdido su condición de querubín celestial), pero podía retornar al cielo. El relato de Job permite esa deducción:

“Y dijo el Señor a Satán: ¿De dónde vienes tú? Y respondió Satán: He dado la vuelta por la tierra”.
Job 1:7; 2:2

Siglos después, en tiempos de Jesús, estaba siendo juzgado (Jn 16:11), pero aún no había ocurrido lo fundamental. Jesús explica que el Reino de Dios tiene como fin contrarrestar "la autoridad y poder de Satanás". Para confinarlo en tierra (sin retorno al cielo) era indispensable el sacrificio de Cristo. Eso fue lo determinante.
- “... la sangre del Cordero” determinó que “no tenga más lugar en el cielo”. (Apocalipsis 12 lo expresa en los versículos 11 y 8). Luego, la acción de arrojarlo por tierra es efectuada por el arcángel Miguel con sus ángeles. Las consecuencias de ese hecho se describen en Apocalipsis 12 versículos 7 al 11.

Para el diablo, lo trágico es que si antes podía subir al cielo (Zac 3:1), desde el triunfo de Cristo ha perdido ese privilegio, o sea, no puede volver hasta aquel nivel como “acusador” (Ap 12:8). Por eso la alegría celestial:

“alegraos, ¡oh cielos, y los que moráis en ellos! ¡Ay de los moradores de la tierra y del mar! porque el diablo ha descendido a vosotros, teniendo grande ira...”.
Ap. 12:12

Igualmente el gnosticismo considera a Satanás y a Lucifer dos personajes diferentes, siendo el primero un terrible demonio sin determinar y el segundo la sombra del logos, el divino tentador, el entrenador psicológico, aquel que pone a prueba al adepto para lograr la iniciación. [cita requerida] Todas las creencias que se basan en el gnosticismo, como la New age, el esoterismo o la teosofía, se caracterizan por seguir el ejemplo de la rebelión de Lucifer y su caída, debido a que mediante la iniciación por grados o gnosis hacen creer al adepto que puede convertirse en un ser superior, alcanzando un estado casi divino, sin necesidad alguna de Dios.
En el cristianismo ambos conceptos son identificados con el Diablo (Apocalipsis 12,9). La diferenciación radica en que Lucifer es el nombre del "Príncipe de los demonios" como ángel antes de su caída; y el nombre de "Satán" o Satanás, el que adopta después. (Ya que "Lucifer" significa en latín "portador de luz", mientras que "Satán" es "adversario" en hebreo).
Sin embargo, el sentido original de la palabra latina lucifer (equivalente al griego fósforos) es "aquel que porta la luz". Así era llamado el lucero matutino (el planeta Venus). La liturgia católica de la resurrección (Sábado Santo), en el pregón pascual (Exultet), compara a Cristo mismo resucitado que asciende al Padre en el alba del Domingo de Resurrección, con ese lucero (en latín lucifer):
```
Flammas eius lucifer matutinus inveniat:
Ille, inquam, lucifer, qui nescit occasum:
Christus Filius tuus,
qui, regressus ab inferis, 
humano generi serenus illuxit,
et tecum vivit et regnat in saecula saeculorum.
```

TRADUCCIÓN:
```
Que el Lucero matutino lo encuentre ardiendo,
Él, digo, Lucero, que no conoce ocaso,
Cristo tu Hijo resucitado,
que volviendo del abismo,
brilla sereno para el linaje humano,
y vive y reina por los siglos de los siglos.
```

## Otras interpretaciones
Rudolf Steiner, fundador de la antroposofía describe la potencia de Lucifer como algo que incita el humano a todas las exaltaciones, los falsos misticismos, el orgullo de elevarse sin frontera y la de su opuesto Ahriman (equivalente de Satanás) como algo que incita al humano a las supersticiones materialistas.
Por lo demás, Lucifer forma parte también del panteón de deidades vuduistas, hecho este que hace ostensible, una vez más, el carácter sincrético de este culto.
En los cultos satánicos, se considera uno de los demonios principales que conforma la falsa trinidad demoníaca junto a Belcebú y Leviathan, o bien por Lucifer  junto a Semyazza y Samael. Sin embargo en otras tradiciones esta trinidad estaría conformada por Lucifer junto al anticristo y el falso profeta como contrapartida de la Santísima Trinidad.